# 完美情人 (泰勒·斯威夫特歌曲)
《真命天子》（英語："Gorgeous"）是美國創作歌手泰勒絲的一首歌曲，收錄於其第6張錄音室專輯《舉世盛名》中，於2017年10月20日成為專輯的第2張宣傳歌曲，並在2018年1月12日做為專輯的首支欧洲特供單曲發行。

## 背景與發行
在發行《準備好了嗎》之後，泰勒絲秘密舉辦了一場專輯試聽會，在試聽會上，泰勒絲向來自全球各地的100個粉絲播放了她的第6張錄音室專輯《舉世盛名》。10月19日，泰勒絲透過其Instagram帳號以一段電子流行化的嬰兒人聲宣佈了新歌的標題《真命天子》，並發佈了一小段歌曲的預覽。次日，這首名為《真命天子》的歌曲作為《舉世盛名》的第二支宣傳單曲發行。同日，歌曲的歌詞音樂錄影帶首播。歌曲與泰勒絲的男友喬·歐文相關，其嬰兒人聲部分則取自布蕾克·萊芙莉和萊恩·雷諾斯的女兒詹姆士·雷諾斯。

## 詞曲
《完美情人》由泰勒絲協同马克斯·马丁與歇爾貝克共同創作，其製作則由後2者完成。《真命天子》被稱為一首“電台友好型的流行”歌曲。 歌曲歌詞描述了追尋一場瘋狂愛戀時的場景，泰勒絲將傾心對象描述為“超帥的”。《福布斯》的休伊·麥坎迪爾認為，歌曲以“808式鼓机（製作），讓電子流行歌曲達到了比流行40強電台上向來播放的歌曲更為有趣的境地。”《今日美國》的梅芙·麦克德莫特則認為，副歌部分與凱蒂·佩芮的歌曲相似。《Elle》雜誌表示，泰勒絲在歌曲中描述的人是泰勒絲的現任男友，英國演員喬·歐文。歌曲以C大調創作，其拍速為92拍每分鐘，泰勒絲在歌曲中音域介於G3和C5之間。

## 专业评价
“今日美国报”的Maeve McDermott称其为“泰勒絲的粉絲对他們的流行天后统治的进一步证明”，并且“对于那些迄今为止对泰勒絲的新方向持怀疑态度的听众而言，”舊泰勒絲可能尚未死的一个有希望的预兆“ “Glamour表示，有证据表明泰勒絲是”2017年单手拯救流行樂“，称之为”眩晕“和”令人愉快“，因为它”略微偏离中心风格“。对于Variety的积极评论，克里斯威廉称这首歌为“更传统的泰勒絲之歌”，“提供了一些传统的乐趣，只有一首流行歌曲才能深深地陷入迷恋之中。”《滚石雜誌》的Jon Blistein认为这首歌是「阳光及憤怒的陰暗的《看是你逼我的》的斗气」，因为泰勒絲'渴望'一个男人对温柔，電台友好型的流行樂唱歌。”来自The AV的Clayton Purdom俱乐部将其称为“她永远的第一个好单曲”，并表示这首歌“清除了它的两位前辈《看是你逼我的》和《准备好了吗》的低调，并且很容易站立除了《1989》的最佳作品之外娱乐周刊的Eric Renner Brown给了它一个B +，引用了“她重新登上”的“Gorgeous”。 《告示牌》的Richard S. He说这首歌是“泰勒絲最开心的一首歌“，意识到自己扮演一个角色并且”从来没有比较健全。“大西洋的Spencer Kornhaber称其为”迄今为止表面上最像《1989》的三首《舉世盛名》歌曲“，并声称”歌曲非常吸引人且令人耳目一新。“在混合评论中，秃鹰的弗兰克关表示这首歌”并不可怕“，但它是”另一首来自《舉世盛名》的歌曲，不辜负它的头衔。

## 商业表现
在美国，这首歌在Billboard Hot 100上排名第13，在流媒体歌曲排行榜上排名第16，拥有1690万美国流，并在数字歌曲排行榜上排名第一周，下载量为68,000份。 这首歌也成为她在数字歌曲排行榜上名列榜首的第14首歌曲，以及她在山顶开放的第13首歌曲，将她与R蕾哈娜捆绑在一起，获得了排行榜上最多的第14首歌曲。在澳大利亚，这首歌以数字进入ARIA单曲榜9。
这首歌在英国排名第15。

## 现场表演
泰勒絲于2017年12月7日在芝加哥举行的B96芝加哥和百事可乐叮当剧集的名单中表演了“完美情人”。泰勒絲还在伦敦的Jingle Bell Ball 2017和斯旺西的BBC Radio 1的Big Weekend举行了这首歌。这首歌也是舉世盛名體育場巡迴演唱會的常规演唱曲目。除此之外，泰勒絲亦在時代巡迴演唱會亞特蘭大第二場驚喜曲目環節表演了該歌曲。

## 榜单表现
| 榜单 (2017–18)                       | 最高 排位 |
| ------------------------------------ | --------- |
| 澳大利亚（澳大利亚唱片业协会單曲榜） | 9         |
| 奥地利（Ö3四十强单曲榜）             | 32        |
| 比利时佛兰德（Ultratip榜外單曲榜）   | 1         |
| 比利时瓦隆（Ultratip榜外單曲榜）     | 17        |
| 加拿大（Canadian Hot 100）           | 9         |
| 加拿大（《告示牌》Canada Hot AC）    | 45        |
| 捷克（百強數位單曲榜）               | 24        |
| 45                                   |           |
| 匈牙利（四十強單曲榜）               | 9         |
| 匈牙利（四十強串流榜）               | 23        |
| Ireland (IRMA)                       | 18        |
| 意大利（意大利音乐产业联盟单曲榜）   | 66        |
| 日本（Japan Hot 100）                | 52        |
| Lebanon (Lebanese Top 20)            | 15        |
| Malaysia (RIM)                       | 8         |
| 荷兰（百强单曲榜）                   | 60        |
| 新西兰（新西兰唱片音乐协会单曲榜）   | 19        |
| 挪威（世道單曲榜）                   | 28        |
| Philippines (Philippine Hot 100)     | 13        |
| 葡萄牙（葡萄牙唱片業協會单曲榜）     | 40        |
| 蘇格蘭（官方榜单公司單曲榜）         | 12        |
| 斯洛伐克（百強數位單曲榜）           | 17        |
| Slovenia (SloTop50)                  | 26        |
| 瑞典（瑞典最熱榜）                   | 41        |
| 瑞士（瑞士热门音乐榜）               | 46        |
| 英國（官方榜单公司單曲榜）           | 15        |
| 美国（《告示牌》百大單曲榜）         | 13        |

## 认证
| 地區                                  | 认证 | 认证单位/销量 |
| ------------------------------------- | ---- | ------------- |
| 澳大利亚（澳大利亚唱片业协会）        | 白金 | 70,000‡       |
| 英国（英国唱片业协会）                | 银   | 200,000‡      |
| 美国（美國唱片業協會）                | 金   | 500,000‡      |
| *僅含認證的實際銷量 ^僅含認證的出貨量 |      |               |

## 外部連結
- YouTube上的歌曲的歌詞音樂錄影帶